# Масовий терор у Криму (1917—1918)
Ця стаття про кримський терор у 1917—1918 роках. Про червоний терор у Криму у 1920—1921 роках дивіться статтю Червоний терор у Криму
Масовий терор у Криму — акти революційного та кримінального насильства, що мали місце на території Кримського півострова взимку 1917—1918 років у період встановлення радянської влади. Події відбувалися в період післяреволюційного хаосу і стали першим випадком масового терору в ході Громадянської війни в Росії. Для них характерні самосуди, обумовлені фактичним безвладдям у Криму, що настало в кінці 1917 року, і зростанням лівого екстремізму, викликаного активною діяльністю і агітацією радикальних партій, насамперед лівих.
Усього за період встановлення та панування у Криму радянської влади (грудень 1917 — квітень 1918 років) внаслідок терору було вбито не менше тисячі осіб. У радянських дослідженнях ці події переважно не знаходили висвітлення.

## Теоретичне обґрунтування допустимості масового терору
Терор завжди входив у теоретично обгрунтовані та прийнятні засоби боротьби російських революційних партій, таких як есери, анархісти, більшовики. Останні, відкидаючи індивідуальний терор, виправдовували застосування масового терору під час «найвищого загострення класової боротьби» — пролетарської революції. При цьому ідея застосування масового терору народилася серед вищого керівництва цієї партії. Для більшовиків терор був тактичним способом досягнення цілей — знищення ворогів і залякування невизначених.
Висунувши з початком Першої світової війни гасло «Перетворимо імперіалістичну війну на війну громадянську!», психологічно більшовики були готові розв'язати громадянську війну, що супроводжувалася масовим терором, заради перетворення світової війни на світову революцію.

## Ситуація на Кримському півострові після Більшовицького перевороту

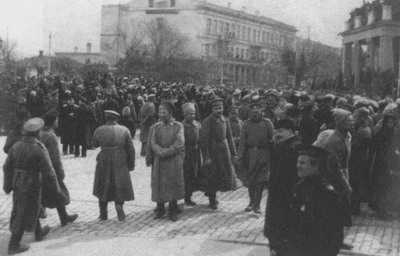
Мітинг на площі Нахімова у Севастополі. 6 жовтня 1917 року

До кінця 1917 року політичний фон у Криму, як і у всій Росії, сильно хитнувся вліво. Якщо на виборах до міських дум, проведених влітку 1917 року, у Криму до думи пройшов єдиний більшовик — у Севастополі, то вибори до Всеросійських установчих зборів, що проходили в Криму у 14 (27) листопада, дали більшовикам помітний відсоток виборців у великих містах: Сімферополі, Севастополі, Ялті, Феодосії, Судаку, Коктебелі та ряді інших населених пунктів.
Популярність найчисленніших партій — соціал-революціонерів та меншовиків, — до листопада 1917 року різко впала. Партійні активісти залишали ряди партій, часто вступаючи до лав більшовиків. Видатну роль у Кримських подіях другої половини 1917 грали анархісти. Групи анархістів діяли у всіх великих містах Криму та на Чорноморському флоті — про рівень впливу анархістів на останній свідчить той факт, що головою створеного 13 серпня (12 вересня) 1917 року Центрального виконавчого комітету Чорноморського флоту (Центрофлот) було обрано анархіста. Недосвідчені в політиці матроси не відокремлювали більшовиків від анархістів — більшовичка Надія Островська, надіслана в Крим ЦК РСДРП(б), писала: «…їх (анархістів) приймають за нас…».
За винятком значної (але зовсім не більшої) частини Чорноморського флоту, робітників Сімферопольського заводу А. А. Анатра та Севастопольського морського заводу, населення Криму, в тому числі кримський пролетаріат, зустріло Більшовицький переворт різко негативно.
До кінця 1917 року на території Кримського півострова сформувалося три фактичні центри влади:
- традиційні земства, міські думи, профспілки, фабзавкоми і ради, що не визнали Більшовицький переворот, представлялися Таврійською губернською радою народних представників (РНП) — органом управління Таврійською губернією, обраним 20 листопада (3 грудня) 1917 року з'їздом представників згаданих організацій. РНП стояла на традиційних загальноросійських позиціях (скликання Установчих зборів тощо), засуджуючи захоплення влади більшовиками;
- Курултай кримськотатарського народу, який засуджував передачу влади радам, що взяв курс на досягнення державного суверенітету Криму;
- Севастопольська Рада та новостворенийВійськово-революційний комітет, контрольовані більшовиками та їх союзниками лівими есерами, які не визнали ні РНП, ні претензії на владу Курултаю, хоча з останнім могли вступати до тимчасових союзів з окремих питанням.

До цього потрібно додати адміністрацію Тимчасового уряду, яка все ще намагалася претендувати на законну владу . Все це разом узяте породило хаос та анархію в управлінні Кримом. У політичному плані Крим був ареною боротьби двох основних ідей — більшовизму та кримськотатарського націоналізму. Російське офіцерство та російські соціалістичні партії інших відтінків, які були противниками і першої, і другої течій, по суті усунулися від участі в цьому конфлікті.
Головною та визначальною силою на Кримському півострові був Чорноморський флот. Не беручи участь у бойових діях з літа 1917 року, моряки Чорноморського флоту, покликані до нього з усіх регіонів колишньої Російської імперії, переважно з України, дедалі більше залучалися до вирішення поточних кримських проблем, хоч сам Крим був для них чужою землею. Незважаючи на розкладання дисципліни, а можливо й завдяки цьому, Чорноморський флот залишався грізною силою — лише у Севастополі на кораблях та у фортеці було близько 40 тисяч моряків. На інших кораблях склалися відносини, що мало чим відрізняються від відносин у злочинних спільнотах. Сухопутні частини, дислоковані в Криму, були на стадії значного розкладання. Після Наказу № 1 нормальної армійської та флотської служби не стало. Після провалу Корніловського виступу було відзначено випадки побиття офіцерів. До кінця 1917 року флотське середовище стало вже більш екстремістським, ніж самі більшовики. У цих умовах вже навіть перед більшовиками Криму стояло завдання не провоковуння вояків, а їхнє стримування. Самі ж моряки, маючи власні нові революційні органи влади (насамперед — Центрофлот, що стояв на найліворадикальніших позиціях, а також Севастопольська рада та Військово-революційний комітет), були готові розпочати стихійні погроми поза будь-яким зовнішнім керівництвом.
Рада народних представників та Курултай спиралися на військову силу, що стояла за колишнім штабом кримських військ колишньої Російської армії — Об'єднаний кримський штаб. На чолі його стояли кримськотатарський лідер Джафер Сейдамет та полковник Макухін. Крім кримськотатарських національних частин — «ескадронців» — він теоретично міг спертися на 2½ тисячі російських офіцерів, що перебували на території Криму. Загальна кількість бійців, що стояли за РНП, оцінювалася в 6 тисяч багнетів і шабель.
Ще одним чинником, який впливав на обстановку, була активність сусідньої української Центральної ради, яка заявила про свої претензії на Чорноморський флот колишньої Російської імперії та заохочувала українізацію кораблів Чорноморського флоту з метою їхнього подальшого підпорядкування Україні. З листопада 1917 року Центральна рада відкрито заявляла про підпорядкування Криму своій владі. При цьому і Центральна рада, і Мусвиконком кримськотатарського Курултаю, не довіряючи жодній із сторін у боротьбі за владу в Криму, проте намагалися використовувати один одного у боротьбі проти найбільш небезпечного супротивника — радянського більшовизму, вступаючи для цього до тимчасових союзів.
Тяжкою була криміногенна обстановка — ще влітку 1917 року кримські міста захлеснула хвиля кримінальної злочинності та солдатського мародерства. У сільській місцевості йшли самовільні захоплення поміщицьких та монастирських земель, садиби та господарства зазнавали розграбування, масово незаконно вирубувалися ліси. Такі дії селян багато в чому обумовлювалися відповідною агітацією зайвих ліворадикалів, насамперед із числа солдатів і матросів. На початку осені 1917 року на півострові почалися стихійні протести проти зростання цін на продукти харчування та загальної дорожнечі життя, для упокорення яких доводилося залучати військові частини. Ситуація посилювалася великою кількістю місцевого вина, через що часто доводилося займатися упокоренням і самих військових частин, які взяли участь у п'яному розгулі. Нездатність влади припинити беззаконня змусило населення вдаватися до самосудів.
З усіх політичних сил Криму лише дві були супротивниками насильства — народні соціалісти та меншовики. Всі інші партії, насамперед більшовики, ліві есери та анархісти, мали намір досягти своїх політичних цілей збройним насильством.

## Початок терору
4 (17) листопада 1917 року в Петрограді було ухвалено рішення про направлення на Чорноморський флот чергової (вже третьої за рахунком) делегації матросів-балтійців для «обміну передовим досвідом». Делегація з двадцяти п'яти матросів-кронштадців у супроводі двох кримських більшовиків А. Каліча та А. Рижих, які перебували в Петрограді якраз у дні жовтневого збройного перевороту, брали в подіях безпосередню участь і отримали інструкції для повернення до Севастополя особисто від Якова Свердлова, прибула до Севастополя 15 (28) листопада 1917 року. Кронштадці негайно приступили до збурення чорноморців, вимагаючи побиття офіцерів.
З'їзд екіпажів кораблів та берегових команд Чорноморського флоту, що проходив у Севастополі 6 (19) — 10 (23) листопада 1917 року ухвалив рішення про направлення на Дон збройних загонів моряків Чорноморського флоту для допомоги місцевим радам у захопленні влади та придушенні опору «контрреволюції». Командування Чорноморського флоту та офіцерство виступало проти цього. Цю позицію офіцерства було розцінено як «контрреволюційну». З 15 (28) листопада 1917 року у Севастополі розпочалися самочинні арешти офіцерів.
У боях із частинами отамана Каледіна загони чорноморців були розбиті. Вина за це була покладена на командування загоном — ще під Тихорецькою матроси розстріляли лейтенанта А. Скаловського, одного з чотирьох офіцерів, які входили до Чорноморського революційного загону. 10 (23) грудня 1917 року до Севастополя було доставлено тіла 18 матросів, убитих у сутичках з донськими козаками. Через день до Севастополя повернулися перші матроси з розбитого загону. Похорон убитих у бою з козаками матросів вилився у величезну демонстрацію, яка вимагала «негайного побиття офіцерів…». 12 (25) грудня після похорону відбулося перше вбивство офіцера. На борту есмінця «Фідонісі», що знаходився в морі, після зауваження за недбайливу службу кочегар Коваленка вбив мічмана Миколу Скородинського.

## Вбивства офіцерів Чорноморського флоту у грудні 1917 року у Севастополі
Приводом для початку розправи з морськими офіцерами стали спогади про Морський суд 1905 і 1912 років, в якому матросів, які брали участь у бунтах, офіцери засуджували до каторги та розстрілів. Частину суддівських офіцерів було заарештовано ще на початку жовтня 1917 року, після того, як до Севастополя прибув матрос Купцов — один із засуджених у 1912 році, який закликав на мітингах до помсти. Було вирішено знайти всіх офіцерів, які брали участь у тих подіях та вбити їх. Насправді репресії обрушилися на всіх морських та деяку частину сухопутних офіцерів. Офіцерів масово роззброювали. Судові комітети виносили такі резолюції: «Жодного револьвера, жодної шаблі в офіцерів не повинно бути. Усі види зброї мають бути у них відібрані».
15 (28) грудня 1917 року матроси есмінців «Фідонісі» і «Гаджибей» на Малаховому кургані розстріляли всіх своїх офіцерів (32 людини). До вечора того ж дня різанина офіцерів йшла вже по всьому Севастополю. Трупи були викинуті в море в Південній бухті. Очевидці свідчили, що всього в Севастополі за час цих подій було вбито 128 офіцерів. Севастопольська Рада, напередодні подій розігнана більшовиками, нічого не зробила для припинення вбивств. Лише наступного дня, 16 (29) грудня 1917 року, Рада висловила вбивцям «осуд». Утім, історики зазначають, що для самого більшовицького керівництва ці ексцеси не були такою вже несподіванкою. Так, коли колишній член Севастопольської ради А. Каппа після грудневої різанини запитав голову Ради М. Пожарова, чи закінчився це терор, то отримав відповідь: «Поки що так, але спалахи ще будуть…».
Очевидно, кимось із освічених свідків цих подій їм було дано прізвисько «варфоломіївські ночі». Назва одразу прижилася в матроському середовищі та увійшла у повсякденний ужиток не лише в Криму, а й на всьому просторі колишньої Російської імперії. Незабаром однак з'явився «русифікованіший» термін — «єреміївські ночі». Висловлювання «варфоломіївські ночі», «єреміївські ночі» надалі широко застосовувалися в описах наступних актів червоного терору Криму.

## Встановлення радянської окупації у січні 1918 року
Проведені наприкінці грудня 1917 року дострокові вибори до Севастопольської ради та до ЦК Чорноморського флоту дали більшість коаліції більшовиків та лівих есерів. Весь Чорноморський флот та найбільше місто Криму знаходилося в руках більшовиків. «Севастополь став Кронштадтом Півдня», — писав у своїх спогадах Юрій Гавен. За прикладом Севастополя більшовики почали утворювати Військово-революційні комітети (ВРК) у всьому Криму. ВРК фактично підміняли ради, що існували до цього. У них панування більшовиків було безумовним. З 3 (15) січня 1918 року Виконавчий комітет Севастопольської ради випустив звернення: «…до всіх Рад Кримського півострова з пропозицією негайно приступити до утворення Червоної гвардії для захисту завоювань революції від посягань контрреволюціонерів, під яким би прапором вони не виступали». 12 (25) січня 1918 року було створено Військово-революційний штаб, який претендував на командну роль у військових питаннях, де делегували своїх представників ЦК ЧФ, Севастопольський ВРК, Севастопольську раду і головний заводський комітет. Однак цей орган виявився недієздатним через різноманітність думок та відсутність технічного апарату управління.
Така велика кількість владних органів не могла не породити хаосу і плутанини. Єдиним органом, який функціонально міг керувати підлеглими структурами, був Чорноморський Центрофлот, якому командування Чорноморським флотом було доручено рішенням I Всеросійського з'їзду військового флоту 27 грудня (9 січня) 1918 року. Побудований за зразком порад (пленарні засідання, виконком з підзвітністю Всечорноморським з'їздам), він був одночасно і політичним, і командним органом Чорноморського флоту, оскільки мав власний апарат управління, крім того, йому підпорядковувалося командування ЧФ з усією флотською інфраструктурою та засобами зв'язку. Хоча більшовики і намагалися приборкати матроську вольницю і поставити її хоч у якісь рамки, але випущений ними на волю потік насильства зупинити було вже неможливо.Гражданская война на территории Крыма началась ещё в конце декабря 1917 года (старого стиля) — боевые столкновения между войсками СНП (основными вооружёнными силами которого были созданные ещё при Временном правительстве национальные части из крымских татар) и большевизированными частями происходили в крымских городах. Как вспоминал участник событий большевик Ю. П. Гавен, руководство крымских большевиков намеренно использовало выступление СНП против Севастополя для захвата власти во всём Крыму:
|  | За винятком Севастополя всі міста Криму зустріли жовтневий переворот вороже... Уже наприкінці грудня 1917 року. після захоплення влади (у Севастополі) стало зрозуміло, що Крим може радянізуватися тільки шляхом збройної боротьби... Довелося дотримуватися дипломатії... Ми йшли під гаслом оборони революції... Маса була переконана в тому, що Курултай хоче захопити владу... ми весь час вели таку роботу (представники ВРК), щоб все виглядало так, що на нас наступають контрреволюційні сили, офіцерські загони, ескадронці, а ми тільки обороняємося, і в такий спосіб кидали свої сили до Ялти, Євпаторії, Керчі. |

До середини січня 1918 року військові дії, що мали яскраве національне забарвлення (російські (прихильники рад) проти татар (прихильники крайового уряду)), йшли вже на всьому півострові . Встановлення радянської влади у містах на узбережжі Криму йшло за єдиним сценарієм. Спочатку до міста вводилися вірні Крайовому уряду, переважно татарські за національним складом, військові частини, поради розпускалися, більшовизовані місцеві гарнізони роззброювалися. У відповідь до міста за наказом Центрофлоту та іноді на прохання місцевих більшовиків підходили військові кораблі Чорноморського флоту, висаджувався десант, до якого приєднувалися місцеві більшовики та темні особи, які бажали зайнятися розбоєм. Озброєний опір частин, вірних Крайовому уряду, легко долалося. Після цього починалася розправа із захопленим противником і «буржуями», в категорію яких міг потрапити будь-який обиватель.

### Терор у Євпаторії
В Євпаторії встановлення радянської влади зустріло опір місцевої офіцерської дружини та кримськотатарських частин, спрямованих до Євпаторії із Сімферополя штабом кримських військ, що підкорявся РНП. Почалося роззброєння більшовизованих військових частин, які у Євпаторії. 13 (26) січня 1918 року капітаном А. Новицьким було вбито голову євпаторійської ради Давида Караєва, що загострило ситуацію.
На допомогу місцевим більшовикам із Севастополя на транспорті «Трувор» та гідрокрейсері «Румунія» було відправлено десантний загін із революційних моряків та червоногвардійців числом до півтори тисячі. Після обстрілу міста з гармат гідрокрейсера на узбережжі було висаджено десант. У місті почалися репресії, що набули широкого розмаху і три дні. На очах родичів, які спостерігали за скоєнням страти, було втоплено в морі всіх схоплених членів офіцерської дружини (46 осіб), заарештовано понад вісімсот «контрреволюціонерів» і «буржуїв», ступінь вини яких визначала тут же організована з місцевих та севастопольських революціонерів судова комісія.
Полонених розмістили в трюмі транспортного судна, комісія засідала на ньому ж. Трупи скидали до Чорного моря. Точна кількість убитих протягом перших трьох днів (15-17 січня старого стилю) за рішенням цієї комісії невідома, але становить не менше 47 осіб:289. За даними С. Мельгунова, які спиралися на матеріали Особливої комісії з розслідування злочинів більшовиків, було убито не менше трьохсот осіб з числа заарештованих. Наступні історики вважали, що ці дані, можливо, завищені і називали число п'ятдесят осіб як найближче до реальності.
Надалі після вибуття севастопольського десанту страти продовжили місцеві активісти. Вони відбувалися вже не в морі, а в місті — на території міського сміттєзвалища або на вулицях, біля будинків, де відбувалися арешти. Євпаторія стала єдиним кримським містом, в якому відкриту та активну участь у знищенні реальних і уявних противників радянської влади брали не тільки безіменні матроси та люмпен-пролетарі, але й частину міського радянського керівництва (особливу популярність набула родина Немичів). Збереглися документальні свідчення того, що особи, які брали активну участь у кривавих вбивствах, одночасно займалися банальним пограбуванням, прикриваючись при цьому військовими та революційними потребами.

### Терор у Феодосії
Для встановлення радянської влади у Феодосії на початку січня 1918 року на рейд прибув есмінець «Фідонісі» з загоном революційних матросів на борту під командуванням анархіста Олексія Мокроусова. Був висаджений десант. Матроси перебили всіх знайдених офіцерів (кількість жертв оцінювалося від кількох десятків до шістдесяти трьох осіб), але подальшого «винищення контрреволюції» у місті не відбулося, завдяки позиції ради Феодосії, очолюваної помірним більшовиком лікарем С. Констансовим, а також першого радянського коменданта Феодосії Михайла Барсова, який заявив севастопольським революціонерам: «Буржуї тут мої та нікому чужим їх різати не дозволю».

### Терор у Ялті
Курортна Ялта, в якій традиційно проживало багато офіцерів, що одужували після поранень, стала ареною кровопролитних боїв між загонами революційних матросів і кримськотатарських ескадронців з 9 (22) січня по 17 (30) січгя 1918 року із застосуванням корабельної артилерії та гідроавіації. Зайнявши місто, матроси та червоногвардійці влаштували полювання на офіцерів та випадкових перехожих, яких вбивали прямо на вулицях; іноді, мабуть, лише у тому, щоб пограбувати трупи. Усього було вбито, за різними оцінками, від вісімдесяти до ста чоловік, а з урахуванням загиблих у наступні дні в інших населених пунктах Південного берега Криму — до двохсот.

### Терор у Сімферополі
У Сімферополі розташовувався Об'єднаний штаб кримських військ і головні структури протиборчих більшовикам і радам організацій — РНП і кримськотатарського курултаю. Після того, як загони матросів і червоногвардійців, які стояли за радянську владу, почали наступ із Севастополя у бік Сімферополя, у Сімферополі було піднято радянський заколот. До 14 (27) січня 1918 року влада курулта та РНП була ліквідована. До Сімферополя увійшли севастопольські загони. Як і в інших містах Криму, почалися арешти та вбивства офіцерів та відомих громадян міста. Загальна кількість жертв терору в перші дні після встановлення в місті радянської влади за даними Комісії ВРЮР з розслідування злочинів більшовиків доходила до 200 осіб, в той час як радянські дослідники називали значно більше — за їх даними в Сімферополі всього було вбито до 700 офіцерів.

## Спалах насильства 21-24 лютого 1918 року
До кінця січня 1918 року (за старим стилем) у колишньому Чорноморському флоті в результаті демобілізації, що йшла з кінця 1917 року, чисельність особового складу скоротилася вдвічі — на Флоті числолося 2294 офіцери і 25 028 матросів і солдатів. Більшу частину становили призовники 1917 року, які взагалі зустрічали на службі інших умов, крім революційного розладу. Правляча коаліція більшовиків і лівих есерів, яка фактично керувала Чорноморським флотом, на той час почала розпадатися через різне ставлення цих партій до можливості укладання миру з Німеччиною. Це ще більше погіршило дисципліну — солдатська маса, яка отримувала різноспрямовані сигнали ще недавно єдиних крайових органів, стала зовсім некерованою. На цьому фоні активізувалися анархісти, загони яких були небезпечними навіть для більшовицького керівництва.
Тоді ж фінансове життя Криму занепало. Кримська скарбниця була порожня. Робітникам, морякам і службовцям не було чим платити заробітну плату, нема на що закуповувати продовольство та інше. Більшовицькі ревкоми, яким де-факто належала влада, вирішили зробити «контрибуції» — певні й величезні суми, які в дуже обмежений термін мали вносити на користь порад названі ними особи, окремі соціальні групи («буржуї»), цілі адміністративні одиниці. Так, наприклад, севастопольську буржуазію було обкладено 10 мільйонами рублів, Ялта — 20 мільйонами. Євпаторія та Феодосія мали викласти по 5 мільйонів, Коктебель — 500 тисяч рублів і так далі, аж до кожного повіту та кожної волості. Внести такі великі суми було фактично неможливо. Тоді ж стали брати заручників як гарантів стягування контрибуцій із числа родичів тих, хто мав внести контрибуцію. Невиконання контрибуцій стало приводом до подій, що розігралися в Криму наприкінці лютого 1918 року. Більшовицькі керівники Криму згодом пояснювали спалах насильства останньої декади лютого 1918 року тим, що «…капіталісти і спекулянти спритно ухилялися від сплати податку… така поведінка буржуазії… довела обурення експансивної маси моряків до такого стану, що воно вилилося в стихійне масове знищення злісних неплатників».
Більшовицька влада налаштувала проти себе і селян — їм було наказано розрахуватися за всі недоїмки попередніх років (починаючи з 1914 року), що було явно нездійсненно. Зрив збору недоїмок викликав застосування репресій, що у свою чергу породило хвилю невдоволення, що прокотилася сільською місцевістю.
14 лютого 1918 року до Севастополя було доставлено тіла 27 матросів, які загинули в боях на Дону. У місті було оголошено загальну жалобу та скасовано всі розважальні заходи. Безпосереднім поштовхом до нового витку терору став декрет Ради народних комісарів «Соціалістична вітчизна у небезпеці!» від 21 лютого 1918 року у зв'язку з початком німецького наступу на зруйнованому демобілізацією Російської армії Східному фронті. Декрет повертав страту, скасовану II з'їздом Рад. Правом безсудного розстрілу наділялися червоногвардійці: «6) У ці батальйони мають бути включені всі працездатні члени буржуазного класу, чоловіки та жінки, під наглядом червоногвардійців; опір — розстрілювати… 8) Ворожі агенти, контрреволюційні агітатори, німецькі шпигуни розстрілюються на місці злочину». На додаток до загального декрету, широко розтиражованого радянською печаткою Криму, Чорноморському Центрофлоту прийшла окрема телеграма від члена колегії народного комісаріату у морських справах Федора Раскольникова, яка посилювала тривожні ноти Декрету і наказувала «шукати змовників серед морських офіцерів і негайно задавити цю гідру». Декрет і телеграма впали на підготовлений ґрунт.
Історики Зарубіни звернули увагу на те, що хоча, на перший погляд, терор тих днів мав абсолютно хаотичні та некеровані форми, проте був підготовлений революційною агітацією попереднього періоду — за всього зовнішнього хаосу жертвами терору ставали майже виключно заможні групи населення та офіцери, хай навіть уже які давно перебували у відставці (у більшовицькій пропаганді — «класові вороги» та носії «контрреволюційних настроїв»). На цій підставі історики зробили висновок, що більшовицька влада несе пряму відповідальність за різанину. Як і в попередні спалахи насильства (грудень 1917 — січень 1918) безсудні вбивства супроводжувалися грабунками.
21 лютого 1918 року на кораблях Чорноморського флоту пройшли матроські мітинги, які приймали крайні резолюції, «аж до поголовного винищення буржуазії». На загальноматросському мітингу, проведеному на лінкорі «Воля», було обрано комісію з 25 членів на чолі з анархістами С. Романовським, С. Шмаковим та Басовим. Все це вже йшлося без відома виконкому Севастопольської ради. Центрофлот ЧФ намагався протестувати, випускаючи безсилі заклики зупинити неконтрольований терор, а потім навіть його засудив.
У кримському Державному архіві зберігаються дані, що свідчать про те, що за три ночі 21—24 лютого 1918 року матросами і червоногвардійцями в Севастополі, що вийшли з-під контролю, було знищено 600 осіб. Ці цифри наводяться і сучасними істориками. Історик Т. Бикова писала, що це число, можливо, занижене. Свідок подій Н. Кришевський писав про 800 убитих у Севастополі в ці дні офіцерів. Жертвами стали політичний лідер кримських татар, муфтій Номан Челебіджихан, контр-адмірал Микола Львов та ще півтора десятки офіцерів, виданих натовпам із камер Севастопольської в'язниці. Слідом за Севастополем хвиля вбивств прокотилася іншими кримськими містами — Сімферополем (у ніч на 24 лютого вбито до 170 відомих городян і офіцерів), Ялті, Феодосії. У всьому Криму в ці дні було вбито, ймовірно, до тисячі людей. Постфактум радянська влада Криму засудила лютневий спалах терору, але історики Зарубіни назвали рішення радянських органів запізнілими, цинічними та інфантильними. Терор був припинений озброєним втручанням севастопольських робітників, які зупинили озвірілі банди матросів, засудили безпорадну позицію Севастопольської ради і вимагали провести її перевибори.

## Кримські міста, в яких вдалося уникнути масового терору
В Крыму в ряде городов установление советской власти зимой 1917—1918 годов обошлось без жертв. Самым крупным из таких городов была Керчь, в которой большевистская власть со всеми атрибутами (совет и ревком) была установлена 6 (19) января 1918 года. Очевидец событий вспоминал:
|  | ...із вдячністю я згадую пана Кристі. Крісті, ідейного більшовика, якого доля поставила на чолі більшовицької влади в Керчі. Інтелігентна людина, м'яка й лагідна, хоча й гарячий і щирий послідовник більшовицьких ідей, але ворог усякого насильства, крові та страт, володіючи великою волею й характером, один тільки Крісті врятував Керч від різанини, яку багато разів поривалися влаштувати прийшлі матроси з негласного благословення Раддепу... |

Ще одним містом, де не відбувалися безсудні вбивства, була Алупка. У ній також завдяки місцевим більшовикам — Тоненбойму, Батюку та Футерману — вдалося не допустити «варфоломіївських ночей». Алупкінській раді довелося витримати сильний тиск і вступити у відкритий конфлікт з Ялтинською радою, яка вимагала «побиття буржуазії». 2 квітня 1918 року в Алупці пройшов «народний мітинг», учасники якого висловили підтримку та повну довіру своїй місцевій раді, яка врятувала місто від можливої різанини, а від діячів Ялти, які «прикриваючись світлим обличчям революції та своїм високим авторитетом… мають злочинні задуми», вимагали негайного складання повноважень.
На підставі прикладів цих міст історики Зарубіни зробили висновок, що спалахи терору не були неминучими, що якби в керівництві більшовицьких організацій і рад і в інших містах стояли особи, які твердо відкидали насильство, а не таємно чи навіть явно підбурювали до нього, то масового терору у Криму можна було б уникнути.

## Терор у сільській місцевості
Якщо про те, що відбувалося в містах, збереглися як численні свідчення сучасників, так і звіти радянських органів влади, то про те, що відбувалося в кримському селі, в цей період відомо набагато менше. Але як і радянська влада, так і кримінальна вольниця, використали насильство і терор проти сільського населення для вирішення продовольчої проблеми, яка гостро стала взимку 1917—1918 років. Селяни, особливо заможні, увійшли до верств, найбільш постраждалих в описуваний період.
Більшовицький уряд спустив у Крим високу рознарядку щодо вивезення продовольства до Центральної Росії. В останні дні березня — на початку квітня майже щодня вирушали потяги зі 150—200 вагонів пшениці, а всього з лютого по квітень 1918 року радянська влада вивезла з Криму 3½ млн пудів хліба. Як написав у своїй телеграмі від 28 лютого 1918 комісар з продовольства Сімферопольського військово-революційного комітету на адресу Московського міського продовольчого комітету: «Таврида годує 21 голодуючу губернію, десять залізниць, Москву, Петроград, Фінляндію, районів, населення своїх міст…»
Поряд із збором оголошених новою владою революційних контрибуцій, селянам було також наказано здати всі дореволюційні недоїмки, що практично неможливо зробити. Це розкривало широкі можливості для репресій проти селян, які мали достатніх запасів для виконання оголошених владою обсягів, призначених до обов'язкової здачі. Озброєні загони, що направляються владою у сільську місцевість для вилучення продовольства, припиняли будь-які спроби опору показовими порками, конфіскаціями майна та розстрілами. Як писали газети: «Селянство до всіх цих репресивних заходів ставиться вкрай негативно. Жителі перебувають під безперервним страхом безпричинного і нічим не виправданого вбивства». Подібні дії радянської влади відштовхнули від неї селянство, а оскільки воно в Криму було в основному кримськотатарським за своїм складом, то повстання, що почалося в кримському селі наприкінці квітня 1918 року, відразу ж набуло рис етно-конфесійного конфлікту, обрушивши свою лють на християн (грецьке, вірменське, російське) населення, яке в очах татар ототожнилося з радянською владою.
У повіті Феодосії безчинства реквізиційних загонів набули такого масштабу, що сама радянська влада була змушена визнати розмах конфіскація «частково необґрунтованим» і застосувати збройну силу проти найбільш затятих експропріаторів.

## Доля членів імператорської родини
Історики Зарубіни вважають, що тільки німецьке вторгнення в Крим у квітні 1918 року врятувало представників родини Романових, що знаходилися на території Криму, від розправи. У своїх маєтках на Південному березі Криму з кінця весни 1917 року за відповідними дозволами Тимчасового уряду проживали: Великий князь Микола Миколайович (в маєтку «Чаїр»), вдовствуюча імператриця Марія Федорівна, Великий князь Олександр Михайлович, Велика княгиня Ольга Олександрівна маєтку «Ай-Тодор»; великий князь Петро Миколайович із сім'єю проживав у маєтку «Дюльбер», у маєтку «Кореїз» — Юсупови. Всього в Криму знаходилося сімнадцять представників колишньої імператорської родини.
Ялтинська рада неодноразово вимагала розправитися з ними, починаючи вже з перших спалахів терору грудня 1917 року. Лише тверда позиція комісара Севастопольської ради матроса Пилипа Задорожного, який прибув до Криму з Петрограда зі спеціальним завданням охороняти Романових та виконувати виключно накази центральної влади, запобігли розправі. Так і не отримавши від центру жодних вказівок щодо долі Романових, загін матросів під командуванням Задорожного охороняв Романових до приходу німців, після чого був відпущений у Радянську Росію. Хоча німецькі офіцери і мали намір стратити більшовиків, які тримали членів царюючого будинку під арештом, за них заступилися самі Романови, виклопотавши для своїх охоронців право за бажанням залишити територію Криму.

## Причини, розмах, наслідки терору та його оцінки
"Брали на мушку", "ставили до стінки",

"Списували у витрати" -

Так змінювалися з року в рік

Мови і побуту відтінки.

"Хлопнути", "угробити", "відправити на шльопання",

"До Духоніна в штаб", "розміняти" -

Простіше і хльосткіше не можна передати

Наше криваве тріпотіння.

Правду випитували з-під нігтів,

У шию вставляли фугаси,

"Шили погони", "кроїли лампаси",

"Робили однорогих чортів".

Скільки знадобилося брехні

У ці прокляті роки,

Щоб розлютити і підняти на ножі

Армії, класи, народи.

Усім нам стояти на останній межі,

Усім нам валятися на вошивій підстилці,

Усім бути розпластаним із кулею в потилиці

І зі штиком у животі.
Максиміліан Волошин
29 квітня 1921 года
Сімферополь
Масовий терор у Криму в період першого встановлення радянської влади порівняємо за розмахом із «селянськими війнами». Учасниками терору була насамперед та частина флотських екіпажів, яка більше була схожа на спільноту карних злочинців на кораблях флоту, ніж на військовослужбовців, і кримські люмпени. І хоча й ті, й інші часто називали себе «більшовиками», ні до ідей більшовизму, ні до кримського керівництва більшовицької партії вони не мали стосунку. Ні кримський пролетаріат, ні здорова частина корабельних команд у терорі участі не брали, а іноді навіть перешкоджали його здійсненню.
Будь-який кримінальник або люмпен, надівши на себе матроську форму, міг зайнятися грабунком і вбивствами. Злочинцями рухали насамперед низинні інстинкт — «вирізати проклятих буржуїв і поділити їх майно». На ці пристрасті наклалися ксенофобія, соціальний кастовість російського суспільства, зубожіння населення, втома від війни, з одного боку, а з іншого — вже увійшла в звичку жорстокість військового часу. І нарешті-страх самих терористів перед своїми противниками, так як ще Енгельс дав терору таке визначення: «терор — це здебільшого даремні жорстокості, що здійснюються заради власного заспокоєння людьми, які самі відчувають страх».
Радянські історики пояснювали події, що відбулися, стихійним виступом народних мас, викликаним викликаючою поведінкою буржуазії, яка ховалася «досі за спинами угодських організацій» і сама «перед обличчям знемагаючої в труднощах революції привела маси в стан жорстокості, кривавої ненависті по відношенню до себе», цим подіям у «революційності» та списуючи їх на провокації з боку буржуазії. Однак, як зауважив історик М. Єлізаров, «буржуазія … не може сама на себе нацьковувати маси».
Згодом терор дедалі більше зближувався з політикою офіційної влади. Звернення, що видавалися в Севастополі від імені владних структур, підігрівали пристрасті. І якщо у грудні 1917 — січні 1918 року події йшли часто не тільки не під керівництвом ревкомів і рад, а навіть всупереч їх волі, то спалах терору 22—23 лютого 1918 року був спровокований насамперед декретом РНК від 21 лютого 1918 року. На думку істориків Зарубіних, кримська історія масового терору може бути ілюстрацією того, які форми набирав червоний терор у роки Громадянської війни: терор еволюціонував від умовно-стихійної стадії в грудні 1917 року до організованої, більшовицько-державної (про ці події докладніше дивіться у статті Червоний терор у Криму).
За грудень 1917 — січень 1918 років від безсудних розправ у Криму, за мінімальними оцінками, загинуло не менше тисячі осіб, значна частка яких були офіцерами Чорноморського флоту, а всього за період встановлення та панування в Криму радянської влади (грудень 1917 — квітень 1918 років) внаслідок терору та бойових дій було вбито до 8000 осіб. Однією зі складових розбещеності натовпу та терору стали осквернення храмів та вбивства священнослужителів.
Хвиля безсудних убивств, що прокотилася містом у період, коли при владі в Севастопольській раді перебувала коаліція більшовиків і лівих есерів, призвела до того, що на виборах до Ради, що відбулися на початку квітня 1918 року, городяни проголосували за їхніх політичних конкурентів із соціалістичного табору меншовиків та правих есерів. Більшовики організували повторні вибори до Ради, але й вони програли.
Терор підштовхнув багатьох офіцерів до лав новоствореного Білого руху. Офіцерському корпусу Чорноморського флоту було завдано колосальних втрат. Ті офіцери, які не постраждали під час терору, вважали за краще залишити кораблі та виїхати з кримських міст. Це спричинило майже повну втрату боєздатності Чорноморського флоту, що показали подальші події весни — літа 1918 року на Чорному морі. З іншого боку, матроси Чорноморського флоту, що демобілізувалися, здобувши практичний досвід терору, були дуже екстремістськи налаштовані. У своїх рідних містах і селах, насамперед Новоросії, звідки багато хто з них був родом, вони виявили підвищену активність у влаштуванні нової місцевої влади, а з початком в Україні повномасштабної Громадянської війни утворили численні матроські партизанські загони напіврозбійного характеру, які сприяли розпалу насильства та насильства особливої жорстокості бойових дій.
Ряд істориків вказують, що події, що відбулися в Криму взимку 1917—1918 років, що з'явилися першим випадком застосування масового терору під час Громадянської війни в Росії, демонструють неспроможність пояснень лідерів більшовизму і подальшої радянської історіографії, що терор був її противниками, що «білий терор передував червоному». «Стихійний терор» того періоду насправді не був стихійним — його підготувала багаторічна пропаганда екстремізму, яку вели ліворадикальні партії — анархісти, ліві есери та насамперед більшовики. Саме утопічна пропаганда більшовиків та їхніх союзників опрацювала широкі маси таким чином, що вони були готові до проведення терору, вважали допустимими та неминучими ті форми насильства, що трапились у Криму.

## Пам'ять
З радянського часу в топоніміці і монументальному мистецтві Криму збереглися імена і твори, що прославляють організаторів і учасників масового терору розглянутого періоду. Так, вулиці Євпаторії носять імена В. Матвєєва, Н. Демишева і членів сім'ї Немичів. Імена їх вигравірувані золотими літерами на п'єдесталі монумента «радянських Комунарів» у сквері революції. У Феодосії одна з вулиць носить ім'я Івана Федька, там же йому встановлено бюст. У Сімферополі та Євпаторії існують вулиці, що носять ім'я Жана Міллера.
До початку XXI століття на території Криму не було жодного пам'ятника або пам'ятного знака, пов'язаного з жертвами масового терору. Але в 2000-х роках ситуація почала змінюватися.
В Євпаторії в 2009 році на території Храму святого Іллі ретельністю його настоятеля, протоієрея Георгія Куніцина і з благословення митрополита Сімферопольського і Кримського Лазаря встановлено православний пам'ятний хрест в пам'ять про жертв терору січня-березня 1918 року.

## В культурі

### У радянській літературі
Исследователь новейшей истории Крыма Д. В. Соколов среди произведений советской литературы, в которых были правдиво (что, по мнению Соколова, требовало от писателей не только знания событий и наличия таланта, но и гражданского мужества) описаны события, связанные с крымским террором, выделил повесть А. Г. Малышкина «Севастополь» (1931 год). Автор проживал в Крыму в годы гражданской войны и его повесть во многом автобиографична. Главный герой повести — мичман Сергей Шелехов. В нём автор воплотил некоторые свои личные черты и эпизоды жизненного пути. В произведении показана целостная картина жизни Севастополя и Черноморского флота в межреволюционный период и события «Варфломеевских ночей». Произведение было отмечено и А. И. Солженициным, который писал:
|  | Самотня душа Шелехова - у неосяжних поворотах подій: то, влітку Сімнадцятого, жбурляє його, що виходить любов'ю до народу, в одного з перших бунтарських ораторів; то, вже до зими, коли спалюють офіцерів у топках кораблів, розстрілюють сотнями на Малаховому кургані, - перевдягається матросом, впадає у берлогову залежність, поза подіями, вистраждано, до повного занепаду: хай буде що буде, прийдуть, - так прийдуть. І моторошність його очікування - зримим піком революції передається і читачеві. Картини севастопольських місяців Сімнадцятого року - наче виліплені з полум'яного потоку. Вони і суть - головний зміст книги. |

У творі показана панує в місті гнітюча атмосфера страху і моторошні чутки про звірства, що творяться. Малишкін показав убивства офіцерів у Севастополі, відправлення транспорту «Трувор» з каральною експедицією до Євпаторії як самочинні матроські самосуди, які були припинені більшовицьким ревкомом, який прийшов до влади. Те, що ці стихійні прояви «народного гніву» насправді були підготовлені відповідною агітацією більшовиків та інших лівих партій у попередній період, у творі не показано.
Криваві події в Криму описувалися радянськими письменниками та пізніше. Так було в 1966 року опубліковано роман Іллі Сельвінського «О, юність моя!», у якому описувалася революційна Євпаторія і розправи над затриманими на транспорті «Трувор» у грудні 1918 року, а 1987 року вийшов роман Анатолія Домбровського «Червона Таврида» про революцію та громадянську війну у Криму. Однак у цих творах, зважаючи на настанови комуністичної партії, опис терору відтіснено на задній план.

### Мемуари та документи
- Красный террор в годы гражданской войны. По материалам Особой следственной комиссии по расследованию злодеяний большевиков / Под ред. докторов ист. наук Ю. Г. Фельштинского и Г. И. Чернявского. — М. : Терра—Книжный клуб, 2004. — 512 с.
- Раздел 2. В Крыму // Красный террор глазами очевидцев / Сост., предисл. и комм. д. и. н. С. В. Волкова. — М. : Айрис-пресс, 2009. — С. 173—236. — (Белая Россия) — 3000 прим. — ISBN 978-5-8112-3530-8.
- Севастополь: Хроника революций и гражданской войны 1917—1920 гг / Ред. В. В. Крестьянников. — Севастополь, 2005. — 294 с.
- Сапожников А. Л. По воспоминаниям отрока из семьи последних крымских помещиков // Крымский архив : журнал. — 2001. — № 7 (24 березня). — С. 200—231. Архівовано з джерела 24 листопада 2007.

### Дослідження
- Бобков А. А. Разворот солнца над Аквилоном вручную. Феодосия и феодосийцы в Русской смуте. Год 1918. — 1-е. — Феодосия — Симферополь : Оригинал-М, 2008. — 384 с. — 200 прим. — ISBN 978-966-8933-15-8.
- Быкова Т. Б. Масовий терор у період утвердження радянської влади в Криму (1918–1921 рр.) // З архівів ВУЧК-ГПУ-НКВД-КГБ : журнал. — Киев, 2001. — Т. 2 (17) (24 березня). — С. 437—464.
- Быкова Т. Б. 7. Красный террор в Крыму // Политический террор и терроризм на Украине XIX—XX стол.: Исторические наброски = Політичний терор і тероризм в Україні XIX—XX ст.: Історичні нариси / Отв. ред. В. А. Смолий; НАН України; Інститут історії України. — Киев : Наукова думка, 2002. — С. 191—206. — ISBN 777-02-3348-9.
- Быкова Т. Б. Создание Крымской АССР (1917—1921 гг.) = Створення Кримської АСРР (1917—1921 рр.) / Ред. С. В. Кульчицкий. — Киев : Ин-т истории Украины НАНУ, 2011. — 247 с. — 300 прим. — ISBN 978-966-02-5992-8.
- Елизаров М. А. Матросские массы в 1917—1921 гг.: от левого экстремизма к демократизму. — СПб. : СПб ВМИ, 2004. — 282 с.
- Елизаров М. А. Левый экстремизм на флоте в период революции 1917 года и гражданской войны: февраль 1917 — март 1921 гг / Дисс. докт. ист. наук. Специальность 07.00.02. — Отеч. история. — СПб., 2007. — 578 с.
- Зарубин А. Г., Зарубин В. Г. Без победителей. Из истории Гражданской войны в Крыму. — Симферополь : Антиква, 2008. — 728 с. — 800 прим. — ISBN 978-966-2930-47-4.
- Зарубин В. Г. Проект «Украина». Крым в годы смуты (1917–1921 гг.). — 1-е. — Харьков : Фолио, 2013. — 379 с. — (Проект Украина) — 1200 прим. — ISBN 978-966-03-6091-4.
- Мельгунов С.П. Красный террор в России. — 2-е изд. — New York : Brandy, 1979. — 204 с. — ISBN 0-935874-00-3.
- Панова А. В. Расправа матросов Черноморского флота над офицерским составом // Изв. Рос. гос. пед. ун-та им. А. И. Герцена : журнал. — 2010. — Т. 126 (24 березня). — ISSN 1992-6464.
- Пученков А. С. Украина и Крым в 1918 — начале 1919 года. Очерки политической истории. — СПб. : Нестор-История, 2013. — 340 с. — 500 прим. — ISBN 978-5-4469-0092-3.
- Ратьковский И. С. Крымские расстрелы зимой 1917—1918 гг. (по воспоминаниям их участников) // Трагедия Войны: Гуманитарное измерение вооруженных конфликтов XX века. М., 2021.
- Соколов Д. В. (2 липня 2014). Крым большевистский. Год 1919-й. Сайт «Белое дело». Архів оригіналу за 14 липня 2014. Процитовано 3 липня 2014.
- Соколов Д. В. Очерки по истории политических репрессий в Крыму (1917—1941 гг.): сб. ст. — Севастополь : Телескоп, 2009. — 59 с. — ISBN 9661539065.
- Соколов Д. В. Таврида, обагрённая кровью. Большевизация Крыма и Черноморского флота в марте 1917 — мае 1918 г. — М. : Посев, 2013. — 271 с. — ISBN 978-5-9902820-6-3.

### Художня література
- Шмелёв И. С. Солнце мёртвых. — Даръ, 2008. — 384 с. — (Русская культура) — ISBN 978-5-485-00156-8.